# Natasha Liu Bordizzo
Natasha Liu Bordizzo (en chino tradicional, 劉承羽; pinyin, Liú Chéngyǔ; Sídney; 25 de agosto de 1994) es una actriz y modelo australiana. Hizo su debut cinematográfico a los diecinueve años interpretando el personaje de Snow Vase en el telefilme Tigre y dragón 2: La espada del destino de Netflix. En 2019, interpretó al papel de Helena en la serie de Netflix The Society. Además destacan también sus actuaciones enː Detective Chinatown 2 (2018), Hotel Mumbai (2018), Guns Akimbo (2019) y en la película de animación por ordenador Wish Dragon (2021). En 2023, interpretó a la guerrera mandaloriana Sabine Wren en la serie Ahsoka de Disney+.

## Biografía

### Infancia y juventud
Natasha nació en Sídney (Australia) el 25 de agosto de 1994. Su madre es de origen chino y su padre es de ascendencia italiana. Asistió a la Sydney Girls High School, y luego comenzó a estudiar una Licenciatura en derecho en la Universidad Tecnológica de Sídney cuando fue elegida para el papel principal en la secuela de la película de 2000 Crouching Tiger, Hidden Dragon (Tigre y Dragón en España), a pesar de ser su primera audición. Bordizzo especuló que fue elegida debido a su edad, apariencia física, fluidez en el inglés y habilidad en las artes marciales, ya que tiene un cinturón negro en taekwondo y entrenamiento en Kenpō.

### Carrera
Para prepararse para participar en Tigre y dragón 2: La espada del destino, Bordizzo se sometió a un entrenamiento intensivo en lucha con espadas de Wudang con Yuen Woo-ping. En febrero de 2016, tras el estreno internacional de Crouching Tiger, Hidden Dragon: Sword of Destiny, Bordizzo se mudó a Los Ángeles para seguir una carrera como actriz internacional.
En 2017 interpretó el papel secundario de Deng Yan en The Greatest Showman, una película musical estadounidense, dirigida por Michael Gracey en su debut como director y protagonizada por Hugh Jackman, Zac Efron,  Michelle Williams, Rebecca Ferguson y Zendaya. Bordizzo estaba emocionada de comenzar a rodar en Nueva York, ya que nunca había tenido formación en canto o baile. La película se estrenó el 8 de diciembre de ese año a bordo del transatlántico británico RMS Queen Mary 2. La cinta fue estrenada en los Estados Unidos el 20 de diciembre por 20th Century Fox, recaudando 432 millones de dólares en todo el mundo, lo que lo convierte en el quinto musical de acción en vivo con mayor recaudación de todos los tiempos.
También protagonizó Hotel Bombay (2018), una película de suspense estadounidense-australiana dirigida por Anthony Maras y escrita por John Collee y Maras. La cinta está basada en el documental de 2009 Surviving Mumbai sobre los atentados de Bombay de 2008 en el hotel Taj Mahal Palace & Tower en India. Bordizzo interpretó a la mochilera australiana Bree, junto a las estrellas Dev Patel, Armie Hammer, Nazanin Boniadi y Anupam Kher.
En 2019 interpretó el papel de Helena Wu en la serie de suspense y ciencia ficción The Society, estrenada en Netflix. El 9 de julio de 2019, se anunció que la serie había sido renovada una segunda temporada. Sin embargo, el 21 de agosto de 2020 la serie fue finalmente cancelada por la pausa de filmación debido a la pandemia de COVID-19, ya habiendo grabado algunos capítulos.
En 2021 protagonizó, junto a Sydney Sweeney, Justice Smith y Ben Hardy, el thriller erótico The Voyeurs, escrita y dirigida por Michael Mohan, película que recuerda a clásicos como Atracción fatal e Instinto básico. La película, estrenada en Amazon Prime Video el 10 de septiembre de 2021 y filmada en Montreal (Canadá) en 2019, cuenta la historia de una pareja que es testigo de la vida sexual de sus vecinos. Originalmente audicionó para el papel en una videollamada con acento estadounidense, pero el director le pidió que mantuviera su acento australiano nativo. Ese mismo año, protagonizó la película de comedia animada El dragón de los deseos como la voz de Li Na Weng. Su personaje es una celebridad que inspira el viaje de un niño para reunirse con ella porque una vez fueron amigos de la infancia.

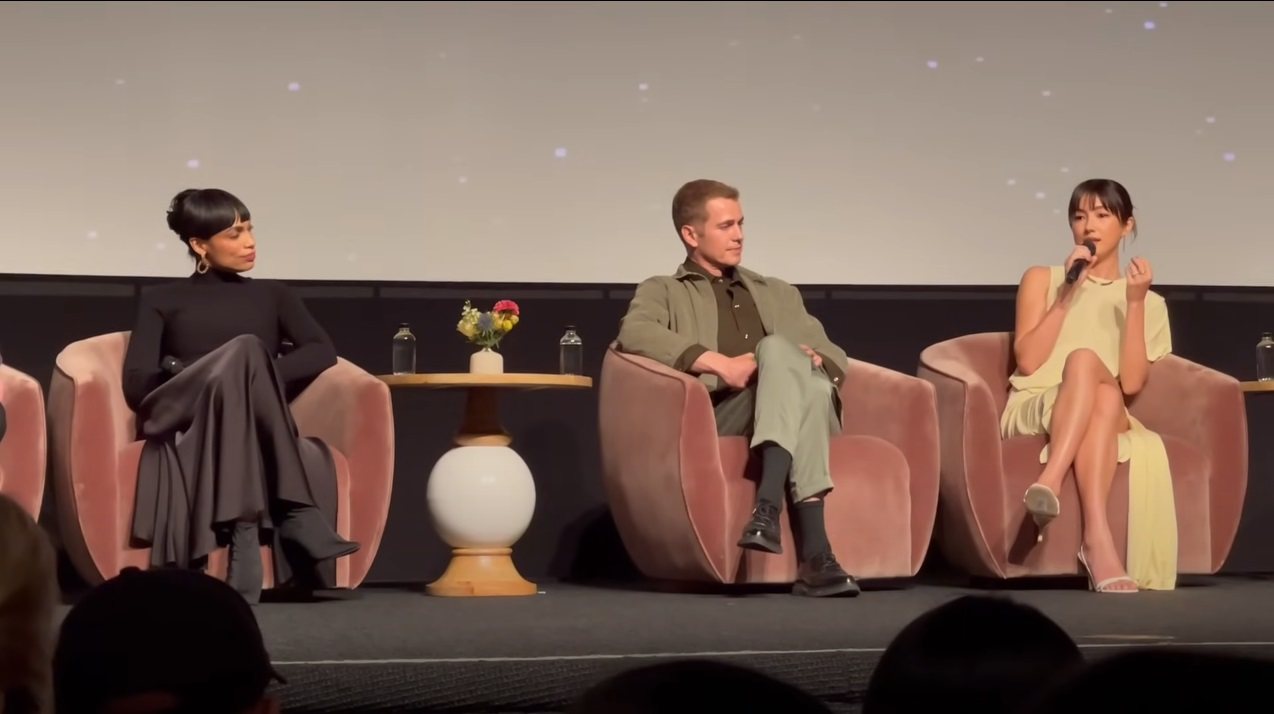
Bordizzo en un panel de Ahsoka en 2024

En noviembre de 2021 se anunció que interpretaría el papel de la joven guerrera mandaloriana, artista de grafiti y ex cazarrecompensas Sabine Wren en la serie limitada de Disney+ Ahsoka, un derivado de la serie The Mandalorian de Star Wars. Serie que se estrenó en agosto de 2023. Recibió la noticia de que había sido seleccionada para interpretar el personaje de Sabine Wren mientras estaba en el set de rodaje de la película de Netflix Day Shift, donde interpreta el papel de Heather, una vampiresa cazadora de vampiros.
Además de su faceta como actriz también es modelo, embajadora de la marca Chanel, y ha modelado para la marca australiana Bonds.

## Filmografía

### Cine
| Año  | Título                                  | Papel             | Notas                               | Ref.   |
| ---- | --------------------------------------- | ----------------- | ----------------------------------- | ------ |
| 2016 | Tigre y dragón 2: La espada del destino | Snow Vase         | Debut cinemátografico               | [ 1 ]  |
| 2017 | Gong Shou Dao                           | Maestra Yu        | Cortometraje                        |        |
| 2017 | El gran showman                         | Deng Yan          |                                     |        |
| 2018 | Detective Chinatown 2                   | Oficial Chen Ying |                                     |        |
| 2018 | Hotel Bombay                            | Bree              |                                     | [ 12 ] |
| 2019 | Guns Akimbo                             | Nova              |                                     |        |
| 2019 | The Naked Wanderer                      | Valerie           |                                     |        |
| 2021 | Wish Dragon                             | Li Na Wang (voz)  | Película animada por ordenador      | [ 17 ] |
| 2021 | The Voyeurs                             | Julia / Margot    | Película original de Amazon Studios | [ 5 ]  |
| 2022 | Day Shift                               | Heather           | Película original de Netflix        | [ 22 ] |
| 2023 | Heroes of the Golden Masks              | Li (voz)          | Película animada por ordenador      | [ 23 ] |

### Televisión
| Año  | Título              | Papel         | Notas                              | Ref.         |
| ---- | ------------------- | ------------- | ---------------------------------- | ------------ |
| 2019 | The Society         | Helena Wu     | Papel principal; 10 episodios      | [ 24 ]       |
| 2020 | Most Dangerous Game | Kennedy       | 3 episodios                        |              |
| 2023 | Ahsoka              | Sabine Wren   | Papel principal; 7 episodios       | [ 25 ] [ 2 ] |
| 2025 | Mythic Quest        | Tracy Liwanag | Episodio: «The Fish and the Whale» |              |
| 2025 | He Had It Coming    | Barbara       | Posproducción                      | [ 26 ]       |

### Vídeos musicales
| Año  | Canción                            | Álbum                 | Artista             | Ref.   |
| ---- | ---------------------------------- | --------------------- | ------------------- | ------ |
| 2019 | Walking ft. Swae Lee & Major Lazer | Head in the Clouds II | Joji & Jackson Wang | [ 27 ] |